# Malonyay János
Kismalonyai és nyitravicsápi báró Malonyay Nepomuk János Alajos (1773. körül – Bécs, 1837. november 10.) császári királyi kamarás, királyi ajtónálló és alkancellár.

## Élete
1790-ben báró lett, 1815-ben már a császári királyi kancellária első tanácsosa, majd királyi ajtónálló és alkancellár. 1821. augusztus 5-től Zemplén vármegye adminisztrátora, 1825-től pedig Nyitra vármegye főispánja volt. 1831-től magyarul vezettette a közgyűlési jegyzőkönyveket.
Vele a bárói ág kihalt, Mánya templomának kriptájába temették.
1825. augusztus 6-án Sátoraljaújhelyen felavatta az 1809-ben Győr mellett elesett vitézek emlékművét. Ekkor tartott beszédét közli a Magyar Kurir (1821. II. 17. sz.). Ezen beszéde más 12 beszéddel együtt megjelent Sárospatakon 1821-ben.
A Szent István rend tagja volt.

## Műve
- Sermo ... Tyrnaviae, 1825. (Sermones dum ill. dnus Joannes Nepom. Aloysius e liberis baronibus Malonyay de Vicsáp ... in incliti comitatus Nittriensis supremum comitum die 27. Julii anno 1825. installaretur dicti c. munkában, többek beszédével.)